# Ahn Jae-wook
Ahn Jae-wook (en hangul, 안재욱; nacido en Seúl el 12 de septiembre de 1971) es un actor y cantante de Corea del Sur.

## Carrera
Ahn Jae-wook pasó la mayor parte de su infancia en su ciudad natal, el distrito de Donam-dong en Seúl, antes de graduarse del Instituto de las Artes de Seúl, donde se especializó en teatro. Después de su graduación en 1994, Ahn debutó como actor en Song of a Blind Bird, serie televisiva basada en una historia real; después siguieron papeles secundarios en varias series de televisión entre 1995 y 1996, como Hotel y Their Embrace. En 1997, él y su coprotagonista Choi Jin-sil saltaron al estrellato gracias al popular drama de moda Un deseo en las estrellas, que alcanzó índices de audiencia superiores al 49%. No solo generó tendencias en el peinado, la moda y los productos presentados en la serie, sino que también Ahn se convirtió en una estrella de la ola coreana, extendiendo su popularidad a China, Japón y los países del sudeste asiático.
Star in My Heart también supuso el inicio de la carrera musical de Ahn. Forever, que apareció en el final de la serie durante el concierto de su personaje Kang Min, vendió más de 700 000 copias y se convirtió en la canción principal de su álbum debut. Continuó componiendo y cantando a lo largo de los años, realizando numerosos conciertos en Japón y China, y lanzando álbumes como Memories y Reds in Ahn Jae-wook.
En 1998 protagonizó tres películas: Rub Love, con Lee Ji-eun; Tie a Yellow Ribbon, con Kim Hye-soo; y First Kiss con Choi Ji-woo, pero no logró el éxito de taquilla a pesar de la popularidad de la que gozaba en la época. También protagonizó Garden of Heaven con Lee Eun-ju en 2003, y el proyecto de telecine de Corea-Japón Triangle en 2009.
En cambio, Ahn se centró en la pantalla chica, apareciendo en más de diez series de televisión desde finales de la década de 1990 y durante la década de 2000. Entre estas series se encuentran Goodbye My Love con Kim Hee-sun, Oh Pil-seung y Bong Soon-young (también conocido como Oh Feel Young ) con Chae Rim, y I Love You (también conocido como Saranghae) con Seo Ji-hye.
Cuando entró en la década de los cuarenta años y perdió el favor del gran público en favor de actores más jóvenes, Ahn volvió a sus raíces en el escenario. Interpretó a Daniel en Jack the Ripper (una adaptación coreana del musical checo Jack Rozparovač) de 2009 a 2011, y luego repitió el papel en la ejecución del musical en Tokio en 2012.
Para conmemorar el 50.º aniversario del canal MBC, Ahn encabezó Lights and Shadows en 2011. La serie, que muestra el mundo del espectáculo coreano en el contexto de la historia de las décadas de 1960 a 1980, fue el número uno en su franja horaria durante veinte semanas consecutivas.
A continuación, Ahn interpretó el papel principal en la puesta en escena coreana de 2012 de Rudolf, un musical sobre el incidente de Mayerling de 1889, en el que murió el príncipe heredero de Austria junto con su amante.
En febrero de 2013, Ahn se sometió a una cirugía cerebral en los EE. UU. por una hemorragia subaracnoidea. Después de descansar durante un año, Ahn volvió al trabajo en abril de 2014 con el musical Le Roi Soleil. Celebró su vigésimo aniversario en el mundo del espectáculo con un concierto titulado One Fine Day en octubre de 2014.
En septiembre de 2017 se confirmó que Ahn sería un miembro fijo del reparto del programa de variedades Busted! de Netflix. La participación de Ahn en un accidente de circulación por conducir ebrio, en febrero de 2019, hizo que fuera excluido en las promociones de la segunda temporada de Busted!, incluida la eliminación de los créditos iniciales y los carteles promocionales, así como la anulación del musical Hero, que ya había sido programado.

## Vida personal
Ahn se casó con la actriz de teatro musical Choi Hyun-joo el 1 de junio de 2015. La pareja se conoció en 2014, cuando fueron elegidos como amantes en el musical teatral Rudolf.

## Filmografía

### Series de televisión
| Año     | Título                     | Papel              | Notas                |
| ------- | -------------------------- | ------------------ | -------------------- |
| 1994    | 천국의 나그네              |                    |                      |
| 1994    | Song of a Blind Bird       | Kang Young-woo     |                      |
| 1994-97 | Partner                    | Oh Min-soo         |                      |
| 1995    | 노래만들기                 | Joo Soo-hyun       |                      |
| 1995    | Hotel                      | Yeong Pal          |                      |
| 1995    | Love and War               | Kim Won-jae        |                      |
| 1996    | Their Embrace              | Ji Yun-woo         |                      |
| 1996    | Salted Mackerel            | Sang Woo           |                      |
| 1997    | Un deseo en las estrellas  | Kang Min-hee       | [ 4 ]                |
| 1997-98 | Revenge and Passion        | Kang Joon-ho       |                      |
| 1998-99 | Sunflower                  | Dr. Jang Hyun-woo  |                      |
| 1999    | Goodbye My Love            | Chang Min-soo      |                      |
| 2000    | Bad Friends                | Kim Kang-seok      |                      |
| 2000-01 | Mothers and Sisters        | Kong Su-chul       |                      |
| 2003    | The Fairy and The Swindler | Jung Jae-kyung     |                      |
| 2004    | Match Made in Heaven       | Kim Suk-koo        |                      |
| 2004    | Oh Feel Young              | Oh Pil-seung       |                      |
| 2006    | Mr. Goodbye                | Yoon Hyun-suh      |                      |
| 2008    | I Love You                 | Suk Chul-soo       |                      |
| 2011-12 | Lights and Shadows         | Kang Ki-tae        | [ 12 ]               |
| 2012    | Faith                      | Exnovio de Eun Soo | Cameo, ep. 1         |
| 2016    | Cinco niños                | Lee Sang-tae       | [ 27 ] [ 28 ]        |
| 2021    | Mouse                      | Han Seo-joon       | [ 29 ]               |
| 2022    | The Driver                 | Ha Tae-joon        | [ 30 ] [ 31 ]        |
| 2022    | The Empire                 | Na Geun-woo        | [ 32 ] [ 33 ]        |
| 2023    | Los demás no               | Park Jin-hong      | [ 34 ] [ 35 ]        |
| 2025    | For Eagle Brothers         | Han Dong-seok      | [ 36 ] [ 37 ] [ 38 ] |

### Películas
| Año  | Título              | Papel            |
| ---- | ------------------- | ---------------- |
| 1998 | Rub Love            | Jo Han           |
| 1998 | Tie a Yellow Ribbon | Joon Hyuk        |
| 1998 | First Kiss          | Han Kyeong-hyeon |
| 2003 | Garden of Heaven    | Choi Oh-sung     |
| 2009 | Triangle            | Ryu Sang-woo     |

### Espectáculos de variedades
| Año     | Título            | Papel               | Notas            |
| ------- | ----------------- | ------------------- | ---------------- |
| 2017    | Pot Stand         | Invitado            |                  |
| 2018-19 | Busted!           | Miembro del reparto | Temporadas 1 y 2 |
| 2023    | Oh Eun-young Game | Juez                | [ 39 ]           |

## Teatro musical
- 1995: Baby
- 1996: 한평 반짜리 혁명
- 1997: Butterflies Are Free
- 1998: Guys and Dolls
- 2009: Jack el Destripador
- 2010: Jack el Destripador
- 2010: Rock of Ages
- 2011: Jack el Destripador
- 2012: Jack el Destripador
- 2012-13: Rudolf
- 2014: Le Roi Soleil
- 2014-15: Rudolf
- 2022-23: Dracula como el conde Drácula[40]

## Programas de radio
- 2007-08: Mr. Radio (KBS Cool FM).

## Discografía
| Disco | Lista de canciones |
| --- | --- |
| Forever - Primer álbum - Publicado el 24 de abril de 1997                                                      | Ver listaLista de canciones 1. Prologue 2. Forever 3. 아침 고은 햇살 4. Don't go baby 5. 어둠 그리고 그림자 6. 방황 7. 널 보낸 지금 8. Main The Piano Solo 9. Forever (Bonus Track) |
| Memories - Segundo álbum - Publicado el 17 de abril de 1998                                                    | Ver listaLista de canciones 1. 이별 (Good Bye) 2. 기댈 수 없는 세상 (Unreliable World) 3. 天愛擊兒 (천애지아) (Memories) 4. 가 (Go) 5. Only You 6. Tears 7. 그런게 아냐 (It's Not Like That) 8. 기약 (Promise) 9. 지금은 냉전중 (In Cold War) 10. 덫 (A Trap)                                 |
| Yesterday - Tercer álbum - Publicado el 1 de noviembre de 1999                                                 | Ver listaLista de canciones 1. Goodbye 2. Yesterday 3. Please don't go away 4. 인연 (Fate) 5. 너 없는 내일 (Tomorrow Without You) 6. 부탁 (Favor) 7. Baddest 8. Illusion 9. 나의 너에게 (Me To You) 10. Yesterday (Instrumental)                                                              |
| Reds in Ahn Jae-wook - Cuarto álbum - Publicado el 17 de marzo de 2003                                         | Ver listaLista de canciones 1. Dear... 2. Pain 3. Friend 4. 시작 (Start) 5. 벽 (Wall) 6. 수호천사 (Guardian Angel) 7. Blessing 8. 배신 (Betrayal) 9. 넌 또다른 나 (Me Other Than You) 10. 모래시계 (Sand Glass) 11. 떠나지마 (Don't Leave) 12. Never Ever 13. 변명 (Alias) 14. 자유 (Freedom) |
| 사랑,이별 그리고... - Tema de la banda sonora original de Garden of Heaven - Publicado el 8 de abril de 2003   | Ver listaLista de canciones 14. 사랑,이별 그리고... – Ahn Jae-wook |
| Sounds Like You - Quinto álbum - Publicado el 11 de noviembre de 2005                                          | Ver listaLista de canciones 1. Scene No. 1 ‘They...’ 2. 혼잣말 3. 두루루 (타이틀곡) 4. 너를 사랑하던 5. 말해줘 6. Scene No. 2 ‘Time that we spent’ 7. 못잊어 8. 반지 9. 사랑은 아프다 10. Her Smile(Instrumental) 11. 뒷모습 12. 세상을 가진 것처럼... 13. 바람 14. 너를 닮아서               |
| 사랑의 향기는 설레임을 타고 온다 - Tema de All That Love - Publicado el 2 de marzo de 2006                     | Ver listaLista de canciones 12. 사랑의 향기는 설레임을 타고 온다 – Lim Hyun-jung feat. Ahn Jae-wook |
| 그녀에게 - EP - Publicado el 1 de abril de 2008                                                                | Ver listaLista de canciones 1. 이별인건지 (Radio Ver.) 2. 안녕 3. 그녀는 4. 이별인건지 (Original Ver.) 5. 안녕 (MR) |
| Best Album - Álbum recopilatorio - Publicado el 18 de diciembre de 2008                                        | Ver listaLista de canciones 1. 혼잣말 2. 두루루 3. 나에게 너만큼 4. Yesterday 5. Only You 6. 언제나 너의 곁에서 7. 상처 8. 내가 사는 이유 9. 친구 10. 멋대로 맘대로 11. Good Bye 12. 너를 닮아서 13. 이별인건지 14. 안녕 15. Forever                                                          |
| 사랑에 살다 - EP - Publicado el 5 de agosto de 2009                                                            | Ver listaLista de canciones 1. 사랑이 사랑을 2. Breeze 3. 화해 4. 사랑을 보내고 5. Make Me Smile 6. 사랑이 사랑을 (MR) 7. 사랑을 보내고 (MR) |
| 청춘 - Tema de 다섯남자의 다섯번째 이야기 - Publicado el 13 de enero de 2010                                   | Ver listaLista de canciones 01. 청춘 – Tin Tin Five feat. Ahn Jae-wook |
| Jack the Ripper - Grabación del musical - Publicado el 9 de agosto de 2010                                     | Ver listaLista de canciones 07. 어쩌면 – Sonya, Ahn Jae-wook 12. 멈출 수 없어 – Ahn Jae-wook 17. 내가 바로 잭 – Shin Sung-woo, Ahn Jae-wook 23. 내가 바로 잭 – Choi Min-cheol, Ahn Jae-wook                                                                                                   |
| At This Moment - EP - Publicado el 28 de marzo de 2012                                                         | Ver listaLista de canciones 1. Best Friend 2. 아직도 꿈꾸는 나를 3. 그녀석 4. 미워도 미워도 |
| 하늘아 제발 / 바람 - Temas de la banda sonora original de Lights and Shadows - Publicado el 6 de julio de 2012 | Ver listaTrack listing 03. 하늘아 제발 (Heaven, Please) – Ahn Jae-wook 09. 바람 (Wind) – Ahn Jae-wook |
| 너라는 하늘 - Sencillo - Publicado el 13 de noviembre de 2012                                                  | Ver listaLista de canciones 01. 너라는 하늘 (Saw the Sky) |

## Premios y nominaciones
| Año  | Premios                                   | Categoría                                                 | Papel                     | Resultado |
| ---- | ----------------------------------------- | --------------------------------------------------------- | ------------------------- | --------- |
| 1994 | 13th MBC Drama Awards                     | Mejor actor revelación                                    |                           | Ganador   |
| 1996 | 8th Baeksang Arts Awards                  | Mejor actor revelación en TV                              | Love and War              | Ganador   |
| 1996 | 15th MBC Drama Awards                     | Premio a la excelencia, actor                             | Love and War              | Ganador   |
| 1997 | Festival de la canción de KBS             | 10 mejores cantantes                                      |                           | Ganador   |
| 1997 | Festival de la canción de KBS             | Mejor cantante novel                                      |                           | Ganador   |
| 1997 | 16th MBC Drama Awards                     | Premio a la mejor pareja con Choi Jin-sil                 | Un deseo en las estrellas | Ganador   |
| 1997 | 16th MBC Drama Awards                     | Premio de popularidad                                     | Un deseo en las estrellas | Ganador   |
| 1998 | 19th Blue Dragon Film Awards              | Mejor actor revelación                                    | Tie a Yellow Ribbon       | Ganador   |
| 2000 | 19th MBC Drama Awards                     | Premio a la excelencia máxima, actor                      | Bad Friends               | Ganador   |
| 2000 | 19th MBC Drama Awards                     | Premio a la excelencia máxima, actor                      | Mothers and Sisters       | Ganador   |
| 2001 | Ministerio de Cultura, Deportes y Turismo | Premio Artista joven de hoy                               |                           | Ganador   |
| 2004 | 18th KBS Drama Awards                     | Premio a la gran excelencia, actor                        | Oh Feel Young             | Ganador   |
| 2004 | 18th KBS Drama Awards                     | Premio a la mejor pareja con Park Sun-young               | Oh Feel Young             | Ganador   |
| 2004 | Premios Grimae                            | Mejor actor                                               | Oh Feel Young             | Ganador   |
| 2007 | 6th KBS Entertainment Awards              | Mejor locutor radiofónico                                 | Mr. Radio                 | Ganador   |
| 2010 | Seoul Art and Culture Awards              | Premio estrella mundial                                   |                           | Ganador   |
| 2016 | 5th APAN Star Awards                      | Premio a la gran excelencia, actor en una serie dramática | Cinco niños               | Ganador   |
| 2016 | 30th KBS Drama Awards                     | Daesang (Gran Premio)                                     | Cinco niños               | Nominado  |
| 2016 | 30th KBS Drama Awards                     | Premio a la gran excelencia , actor                       | Cinco niños               | Nominado  |
| 2016 | 30th KBS Drama Awards                     | Premio a la excelencia, actor en una serie dramática      | Cinco niños               | Ganador   |